# Sigurd Røen
Sigurd Røen (12. februar 1909 – 17. september 1992) var en norsk langrends- og kombineretløber. Han repræsenterede Sportsklubben Troll. I VM 1937 i Chamonix vandt han en guldmedalje i kombineret, og han var med på det norske hold som vandt en guldmedalje på 4 x 10 km stafet. På stafetholdet gik han sammen med Annar Ryen, Oskar Fredriksen og Lars Bergendahl.